# Liga de Basquete Feminino
A Liga de Basquete Feminino é a liga oficial do Campeonato Brasileiro de Basquete Feminino, organizada com a chancela da Confederação Brasileira de Basketball, em substituição ao antigo Campeonato Nacional. É reconhecida pela FIBA (a Federação Internacional de Basquete) como a liga de basquete feminino do Brasil. O basquete é um dos esportes mais populares do Brasil, com a seleção do país já tendo sido uma principais forças no passado.
Criada pela Liga Nacional de Basquete em maio de 2010 e mantendo sede em São Paulo, a LBF atualmente é presidida por Ricardo Molina Dias e organizada pelos clubes e federações. Na sua terceira edição, devido a uma crise financeira, não houve jogos em 2012; apenas em 2013 a disputa foi retomada em turno único e saindo logo para as finais. A partir de 2018, passa a ser exibida em TV aberta na TV Gazeta. Em 2019, a ESPN passou a fazer a transmissão dos jogos na TV fechada. Em 2020, passa a ser exibida em TV aberta na TV Cultura.
A partir de 2022, a Confederação Brasileira de Basquete criou o Brasileirão Sub-23 de Basquete Feminino e, por meio desta competição, possibilitou o acesso de novas equipe à Liga de Basquete Feminino.

## História

### Torneios anteriores

#### Taça Brasil
A Taça Brasil foi o primeiro torneio oficial de basquete do Brasil, criado pela Confederação Brasileira de Basketball (CBB), realizando 13 edições entre 1984 e 1997, sendo conquistado por 8 times diferentes, e o principal campeão sendo o UNIMEP, com 3 títulos.

#### Campeonato Nacional
Em 1998, a Taça Brasil mudou de nome para Campeonato Nacional, com um formato mais organizado de uma temporada por ano. O Campeonato foi conquistado por 8 times diferentes, sendo Ourinhos o principal campeão, com 5 títulos.

### Liga de Basquete Feminino: Primeiros anos (7 a 9 equipes)
A Liga de Basquete Feminino foi criada pela LNB. A LNB contava, na primeira temporada, com 8 clubes associados, que participam da LBF, que é organizado pelos clubes, em parceria com o SporTV e chancela da Confederação Brasileira de Basketball (CBB). Os jogos acontecem de acordo com as regras da FIBA.

## Temporada

### Temporada regular
A temporada regular da LBF geralmente começa no final de Novembro e vai até final de Fevereiro.
A temporada regular funciona em um sistema onde todos os times se enfrentam 2 vezes (um jogo em casa, um fora), onde os 2 principais times se classificam para as Semifinais automaticamente, e os próximos 4 na classificação (3º ao 6º colocados) decidem as outras 2 vagas.

### Playoffs
Os playoffs começam logo após o fim da temporada regular, com as partidas entre os times que ficaram entre 3º e 6º na tabela, onde o melhor colocado enfrenta o pior e assim por diante, buscando as 2 vagas restantes para a Fase Final, em confrontos de 3 jogos.
A fase final dos playoffs é decidida entre os 2 primeiros colocados e os vencedores dos playoffs classificatórios, onde, entre os classificados, os confrontos são definidos pela colocação na temporada regular. Os times fazem confrontos de Semifinal, para ir à Final da LBF.
A grande final decide o campeão da temporada da LBF, decidida em 3 jogos, menos na 1.ª edição onde foi em apenas um jogo.

## Títulos

### Por equipe
| Clube              | Títulos                                  | Vices                        | 3.º lugar                    | 4.º lugar                      |
| ------------------ | ---------------------------------------- | ---------------------------- | ---------------------------- | ------------------------------ |
| Americana          | 4 (2011-12, 2013-14, 2014-15 e 2016-17¹) | 2 (2012-13 e 2015-16¹)       | 1 (2010-11)                  | 0                              |
| Sampaio Corrêa     | 3 (2015-16, 2019 e 2022)                 | 4 (2018, 2023, 2024, e 2025) | 1 (2021)                     | 1 (2016-17)                    |
| SESI Araraquara    | 3 (2023, 2024 e 2025)                    | 0                            | 1 (2022)                     | 0                              |
| Sport              | 1 (2013)                                 | 1 (2013-14)                  | 0                            | 0                              |
| Corinthians        | 1 (2016-17¹)                             | 1 (2015-16¹)                 | 0                            | 0                              |
| Basquete Campinas  | 1 (2018)                                 | 2 (2019 e 2022)              | 1 (2023)                     | 3 (2021, 2024, e 2025)         |
| Santo André        | 1 (2010-11)                              | 0                            | 2 (2016-17 e 2019)           | 3 (2011-12, 2022 e 2023)       |
| Ituano Basquete    | 1 (2021)                                 | 0                            | 1 (2024)                     | 0                              |
| Ourinhos           | 0                                        | 2 (2010-11 e 2011-12)        | 0                            | 0                              |
| América-PE         | 0                                        | 1 (2014-15)                  | 1 (2015-16)                  | 0                              |
| Uninassau Basquete | 0                                        | 1 (2016-17)                  | 1 (2018)                     | 1 (2019)                       |
| São José           | 0                                        | 0                            | 3 (2013-14, 2014-15, e 2025) | 1 (2012-13)                    |
| Maranhão           | 0                                        | 0                            | 1 (2012-13)                  | 3 (2013-14 e 2014-15, 2015-16) |
| Catanduva          | 0                                        | 0                            | 1 (2011-12)                  | 1 (2010-11)                    |
| Blumenau           | 0                                        | 1 (2021)                     | 0                            | 1 (2018)                       |

¹: Parceria entre SC Corinthians e Americana Basketball.

### Por federação
| Estado         | Títulos | Vices | 3.º lugar | 4.º lugar |
| -------------- | ------- | ----- | --------- | --------- |
| São Paulo      | 11      | 7     | 10        | 8         |
| Maranhão       | 3       | 4     | 2         | 4         |
| Pernambuco     | 1       | 3     | 2         | 1         |
| Santa Catarina | 0       | 1     | 0         | 1         |

## Prêmios Individuais

### Premiações
Melhor jogadora
- 2010-11: Ariadna Felipe (Santo André)
- 2011-12: Clarissa dos Santos (Americana)
- 2013: Clarissa dos Santos (Americana)
- 2013-14: Ariadna Felipe (Americana)
- 2014-15: Clarissa dos Santos (Americana)
- 2015-16: Iziane Marques (Sampaio Corrêa)
- 2016-17: Damiris (Corinthians Paulista)
- 2018: Melisa Gretter (Basquete Campinas)
- 2019: Raphaella Monteiro (Sampaio Corrêa)
- 2021: Thayná (LSB-RJ)
- 2022: Thayná (LSB-RJ)
- 2023: Aline (Araraquara)
- 2024: Gabi Guimarães (Ituano)

Cestinha
- 2010-11: Ariadna Felipe (Santo André) - Média de 17,7 pontos por jogo
- 2011-12: Iziane Castro (Maranhão) - Média de 26,8 pontos por jogo
- 2013: Iziane Castro (Maranhão) - Média de 20,1 pontos por jogo
- 2013-14: Jaqueline Silvestre (Santo André) - Média de 15,8 pontos por jogo
- 2014-15: Iziane (Maranhão Basquete) - Média de 20,6 pontos por jogo
- 2015-16: Damiris (Corinthians Paulista) - Média de 19,5 pontos por jogo
- 2016-17: Damiris (Corinthians Paulista) - Média de 20,3 pontos por jogo
- 2018: Jaqueline Silvestre (Basquetebol Santo André) - Média de 20,9 por jogo
- 2019: Aruzha Michaski (Sorocaba/Pró Esporte) - Média de 16,5 por jogo
- 2021: Thayná (LSB-RJ) - Média de 21,1 por jogo
- 2022: Thayná (LSB-RJ) - Média de 22,3 por jogo
- 2023: Thayná (Sodiê Mesquita) - Média de 16,9 por jogo
- 2024: Gabi Guimarães (Ituano) - Média de 20,4 por jogo
- 2024: Manu Rios (São José) - Média de 18,26 por jogo

## Histórico das equipes
| Equipe                          | 2010-11 | 2011-12 | 2013 | 2013-14 | 2014-15 | 2015-16 | 2016-17 | 2018 | 2019 | 2021 | 2022 | 2023 | 2024 | 2025 | Participações |
| ------------------------------- | ------- | ------- | ---- | ------- | ------- | ------- | ------- | ---- | ---- | ---- | ---- | ---- | ---- | ---- | ------------- |
| América-PE                      | —       | —       | —    | —       | 2º      | 3º      | —       | —    | —    | —    | —    | —    | —    | —    | 2             |
| Americana¹                      | 3º      | 1º      | 2º   | 1º      | 1º      | 2º      | 1º      | —    | —    | —    | —    | —    | —    | —    | 7             |
| Araçatuba                       | 7º      | 8º      | —    | —       | —       | —       | —       | —    | —    | —    | —    | —    | —    | —    | 2             |
| Araraquara                      | —       | —       | —    | —       | —       | —       | —       | —    | 6º   | 5º   | 3º   | 1º   | 1º   | 1º   | 6             |
| Barretos                        | —       | —       | —    | —       | 8º      | —       | —       | —    | —    | —    | —    | —    | —    | —    | 1             |
| Blumenau                        | —       | 7º      | —    | —       | —       | —       | 5º      | 4º   | 5º   | 2º   | 6º   | 5º   | 6º   | 10º  | 8             |
| Brasília                        | —       | —       | —    | 8º      | 10º     | —       | —       | —    | —    | —    | —    | —    | —    | —    | 2             |
| Campinas                        | —       | —       | —    | —       | —       | —       | —       | 1º   | 2º   | 3º   | 4º   | 3º   | 4º   | 4º   | 7             |
| Catanduva                       | 4º      | 3º      | —    | —       | —       | —       | —       | 9º   | —    | 8º   | 9º   | 6º   | 10º  | —    | 7             |
| Cerrado                         | —       | —       | —    | —       | —       | —       | —       | —    | —    | —    | —    | —    | —    | 8º   | 1             |
| Corinthians¹                    | —       | —       | —    | —       | —       | 2º      | 1º      | —    | —    | —    | —    | —    | 7º   | 5º   | 4             |
| Guarulhos                       | —       | —       | 6º   | —       | —       | —       | —       | —    | —    | —    | —    | —    | —    | —    | 1             |
| Ituano                          | —       | —       | —    | —       | —       | —       | —       | 6º   | 7º   | 1º   | 5º   | 8º   | 3º   | —    | 6             |
| Jaraguá                         | —       | —       | —    | —       | 9º      | —       | —       | —    | —    | —    | —    | —    | —    | —    | 1             |
| Joinville                       | 6º      | —       | —    | —       | —       | —       | —       | —    | —    | —    | —    | —    | —    | —    | 1             |
| LSB/Mesquita                    | —       | —       | —    | —       | —       | —       | —       | —    | 9º   | 6º   | 8º   | 7º   | 8º   | 7º   | 6             |
| Mangueira                       | 5º      | —       | —    | —       | —       | —       | —       | —    | —    | —    | —    | —    | —    | —    | 1             |
| Maranhão                        | —       | 6º      | 3º   | 4º      | 4º      | 4º      | —       | —    | —    | —    | —    | —    | —    | —    | 5             |
| Maringá                         | —       | —       | —    | —       | —       | —       | —       | —    | —    | —    | —    | —    | —    | 11º  | 1             |
| Ourinhos                        | 2º      | 2º      | 7º   | 5º      | —       | —       | —       | —    | —    | —    | —    | —    | —    | 6º   | 5             |
| Ponta Grossa                    | —       | —       | —    | —       | —       | —       | —       | —    | —    | —    | —    | —    | 11º  | —    | 1             |
| Presidente Venceslau            | —       | —       | —    | —       | 7º      | 6º      | 6º      | 7º   | —    | —    | —    | —    | —    | —    | 4             |
| Rio Claro                       | —       | —       | —    | 7º      | —       | —       | —       | —    | —    | —    | —    | —    | —    | —    | 1             |
| Sampaio Corrêa                  | —       | —       | —    | —       | —       | 1º      | 4º      | 2º   | 1º   | 4º   | 1º   | 2º   | 2º   | 2º   | 8             |
| Santo André                     | 1º      | 4º      | 5º   | 6º      | 6º      | 5º      | 3º      | 5º   | 3º   | 6º   | 4º   | 4º   | 5º   | 9º   | 14            |
| São Bernardo/Instituto Brazolin | —       | —       | —    | —       | —       | —       | —       | 8º   | 8º   | —    | —    | —    | —    | —    | 2             |
| São Caetano                     | 8º      | 9º      | —    | —       | —       | —       | —       | —    | —    | —    | —    | —    | —    | —    | 2             |
| São José                        | —       | 5º      | 4º   | 3º      | 3º      | —       | —       | —    | —    | —    | —    | —    | 9º   | 3º   | 6             |
| Sorocaba/Pró Esporte            | —       | —       | —    | —       | —       | —       | —       | —    | 10º  | —    | 10º  | —    | —    | —    | 2             |
| Sport                           | —       | —       | 1º   | 2º      | 5º      | —       | —       | —    | —    | —    | 7º   | —    | —    | —    | 4             |
| Uninassau Basquete              | —       | —       | —    | —       | —       | —       | 2º      | 3º   | 4º   | —    | —    | —    | —    | —    | 3             |

¹: O Americana Basketball e o SC Corinthians tiveram uma parceria de 2015 a 2017, disputando as competições com a denominação Corinthians/Americana.